# Sachsen-Coburg-Eisenach
Sachsen-Coburg-Eisenach var ett ernestinskt hertigdöme i Tysk-romerska riket 1572–1596 och 1633–1638.
1572 delades de ernestinska besittningarna mellan två linjer, av vilka den äldre (utslocknad 1638) regerade över Sachsen-Coburg-Eisenach, den yngre bl.a. över Sachsen-Weimar och Sachsen-Altenburg. Denna yngre linje splittrades i sin tur (1603) mellan två grenar, den äldre i Altenburg (utslocknad 1672), den yngre i Weimar.

## Regenter
- Johan Kasimir av Sachsen-Coburg
- Johan Ernst av Sachsen-Eisenach

## Källa
- Sachsen-Weimar-Eisenach i Nordisk familjebok (andra upplagan, 1916)